# موندامین (آیووا)
موندامین (به انگلیسی: Mondamin) شهری در ایالت آیووا کشور ایالات متحده آمریکا است که جمعیت آن در سرشماری سال ۲۰۱۰ میلادی، ۴۰۲ نفر بوده‌است.